# Giovan Battista Carpi
Giovan Battista Carpi (Gènova, 16 de novembre de 1927 - 3 de març de 1999) va ser autor de còmics italià. És considerat un dels majors artistes que varen treballar per a Disney-Itàlia, on va destacar per la qualitat del seu dibuix. Moltes de les historietes que ell va dibuixar, la majoria de l'Ànec Donald i l'Oncle Garrepa, eren guionitzades per Guido Martina, junt amb qui va crear el personatge de Paperinik.

## Biografia
Carpi va estudiar a l'acadèmia de belles arts de Gènova. Fins a 1945 va ser pupil del pintor Giacomo Picollo, any en què va debutar al camp del còmic a la revista Faville.
En 1953, Carpi entra al planter de l'editorial Mondadori, encarregada dels fumetti Disney. Ací farà tàndem amb el dibuixant Giulio Chierchini, qui serà el seu entintador fins a 1956. L'estil de dibuix de Carpi va tenir una gran influència en tots els dibuixants de la casa, amb la creació de la Universitat Disney Itàlia.
A més d'amb Disney-Mondadori, també ha treballat per altres editorials i personatges, com la Nonna Abelarda.